# Agent Orange
Agent Orange és un grup californià de música punk rock format a Placentia l'any 1979. En els seus inicis, en la dècada de 1980, va començar essent un grup de surf rock. Va guanyar notorietat amb la cançó «Bloodstains», que aparegué en l'àlbum recopilatori d'una ràdio local.
Les cançons «Fire in the Rain», «Bite the hand that feeds» i «So strange» apareixen en la banda sonora de la pel·lícula de terror de 1990 Pale Blood, que també va comptar l'actuació en directe de la banda. «Let it burn» apareix en el videojoc Evolution Skateboarding de 2002 i «Bloodstains» al videojoc Skate de 2007.
Agent Orange ha estat una influència important en l'escena punk californiana, essent una de les primeres bandes a explorar el subgènere que més tard seria conegut com a skate punk. Prova d'això és el fet que han estat versionats per grups com Lagwagon amb «Everything turns grey» i The Offspring amb «Bloodstains». A la vegada, Agent Orange ha versionat The Chantays amb «Pipeline», The Great Society amb «Somebody to love», Dick Dale amb «Miserlou» i Metallica amb «Seek and destroy».

## Discografia

### Àlbums
- Living in Darkness (1981, Posh Boy Records)
- This Is the Voice (1986, Enigma Records)
- Virtually Indestructible (1996, Gunka Disc)

### EP
- Bloodstains 7" (1980, autoeditat)
- Bitchin' Summer 12" (1982, Posh Boy Records)
- When You Least Expect It... 12" (1983, Enigma Records)

### Recopilatoris
- Greatest & Latest – This, That-N-The Other Thing (2000, Cleopatra Records)
- Sonic Snake Session (2003, Restless Records)
- Blood Stained Hitz (2004, Anarchy Music)
- Surfing to Some F#*ked Up S@!t (2008, Anarchy Music)